# Erythmelus io
Erythmelus io är en stekelart som först beskrevs av Girault 1911.  Erythmelus io ingår i släktet Erythmelus och familjen dvärgsteklar. Inga underarter finns listade i Catalogue of Life.